# Cape Girardeau County
Das Cape Girardeau County ist ein County im US-amerikanischen Bundesstaat Missouri. Im Jahr 2020 hatte das County 81.710 Einwohner und eine Bevölkerungsdichte von 54,6 Einwohnern pro Quadratkilometer. Der Verwaltungssitz (County Seat) ist Jackson.

## Geographie
Das County liegt im Südosten von Missouri an der Grenze zu Illinois, die durch den Mississippi River gebildet wird. Das Cape Girardeau County hat eine Fläche von 1518 Quadratkilometern, wovon 20 Quadratkilometer Wasserfläche sind. Es grenzt an folgende Nachbarcountys:
|                  | Perry County    | Union County (Illinois)     |
| Bollinger County |                 | Alexander County (Illinois) |
|                  | Stoddard County | Scott County                |

## Geschichte
Das Cape Girardeau County wurde am 1. Oktober 1812 als Original-County gebildet. Benannt wurde es nach der ursprünglich französischen Bezeichnung für dieses Gebiet, die auch die zwischenzeitliche spanische Herrschaft überdauerte.
57 Bauwerke und Stätten des Countys sind im National Register of Historic Places eingetragen (Stand 5. Februar 2018).

## Demografische Daten

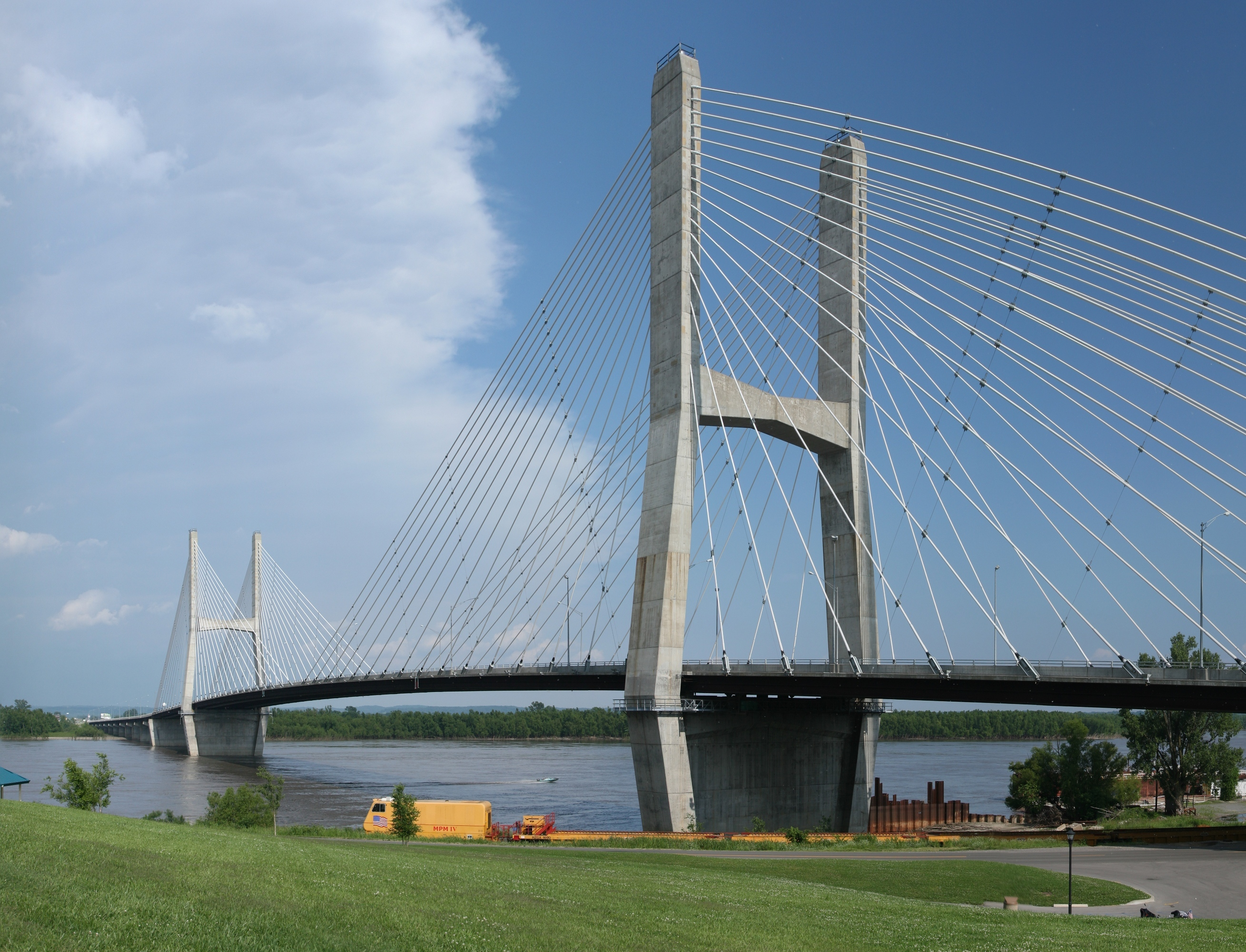
Die Bill Emerson Bridge über den Mississippi, nahe Cape Girardeau

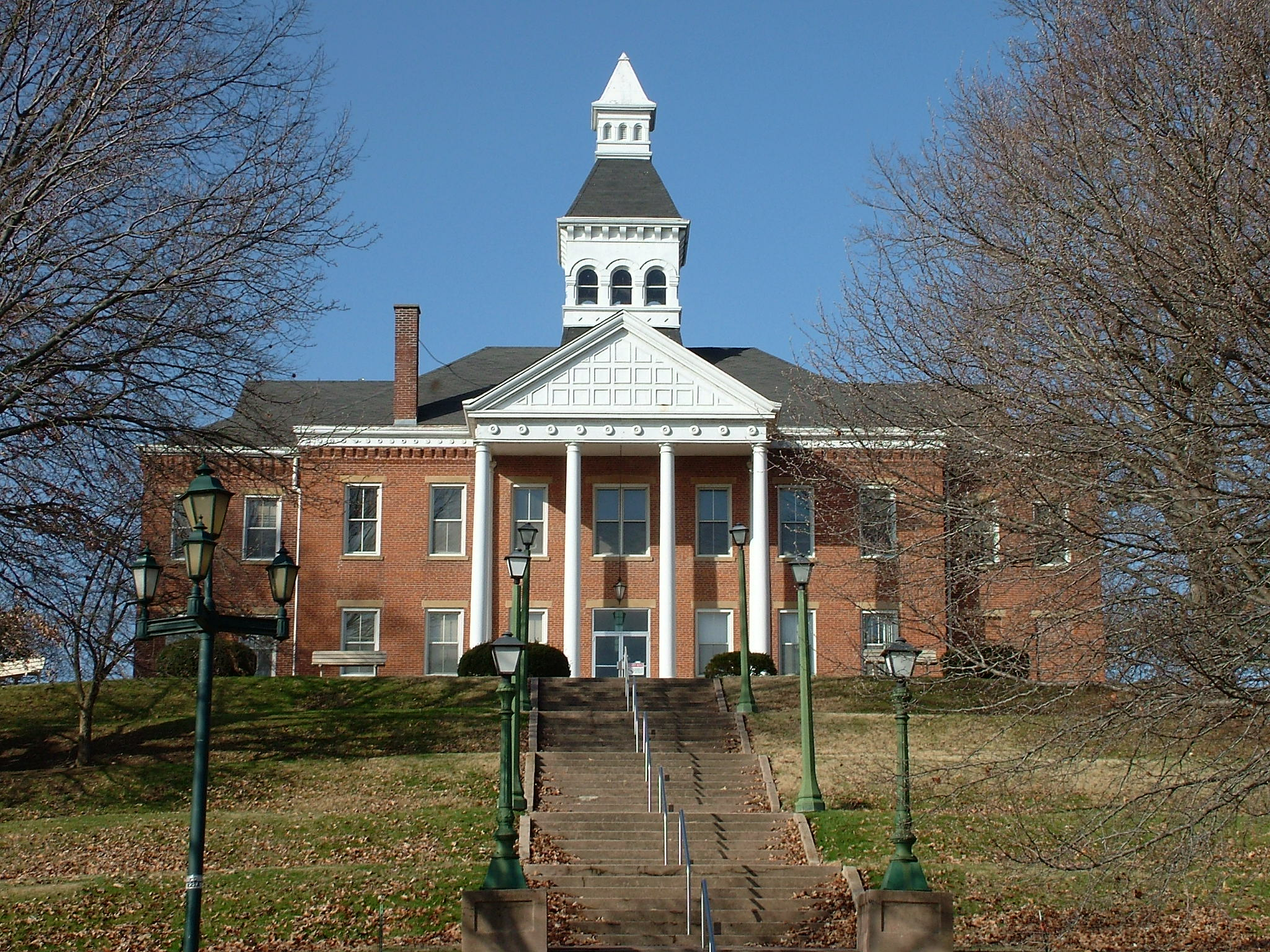
Cape Girardeau Court of Common Pleas, gelistet im NRHP

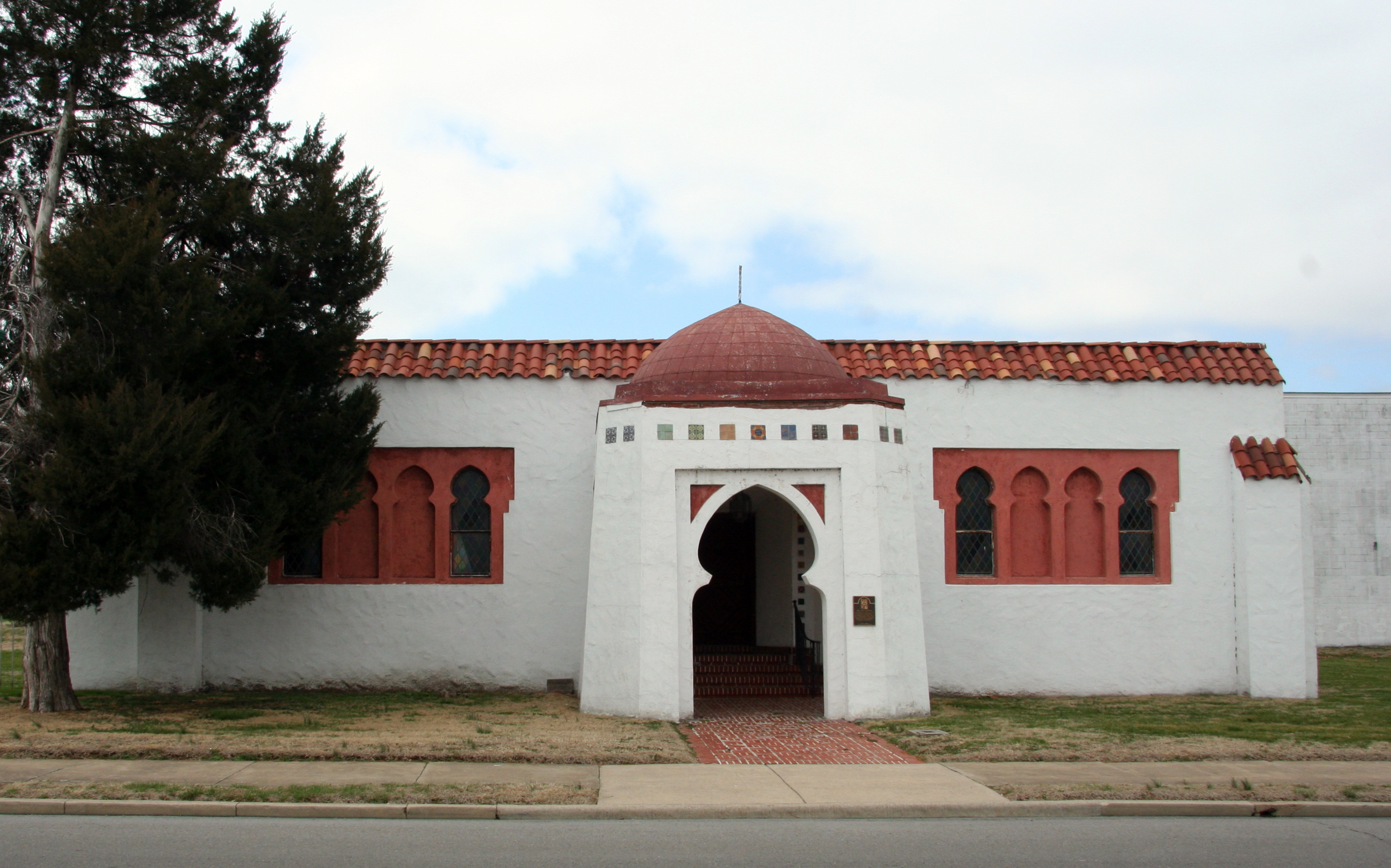
B'Nai Israel Synagogue, gelistet im NRHP

Nach der Volkszählung im Jahr 2010 lebten im Cape Girardeau County 75.674 Menschen in 28.948 Haushalten. Die Bevölkerungsdichte betrug 50,5 Einwohner pro Quadratkilometer. In den 28.948 Haushalten lebten statistisch je 2,40 Personen.
Ethnisch betrachtet setzte sich die Bevölkerung zusammen aus 88,7 Prozent Weißen, 7,0 Prozent Afroamerikanern, 0,2 Prozent amerikanischen Ureinwohnern, 1,2 Prozent Asiaten sowie aus anderen ethnischen Gruppen; 1,8 Prozent stammten von zwei oder mehr Ethnien ab. Unabhängig von der ethnischen Zugehörigkeit waren 2,0 Prozent der Bevölkerung spanischer oder lateinamerikanischer Abstammung.
21,9 Prozent der Bevölkerung waren unter 18 Jahre alt, 63,8 Prozent waren zwischen 18 und 64 und 14,3 Prozent waren 65 Jahre oder älter. 51,6 Prozent der Bevölkerung war weiblich.

Das jährliche Durchschnittseinkommen eines Haushalts lag bei 44.416 USD. Das Prokopfeinkommen betrug 23.229 USD. 14,8 Prozent der Einwohner lebten unterhalb der Armutsgrenze.

## Ortschaften im Cape Girardeau County
| Citys - Cape Girardeau1 - Delta - Jackson - Scott City2 | Villages - Allenville - Dutchtown - Gordonville - Oak Ridge | - Old Appleton - Pocahontas - Whitewater |

Unincorporated Communities
| - Apple Creek - Arbor - Bainbridge - Blomeyer - Brookside - Burfordville | - Cliff - Crump - Daisy - Egypt Mills - Friedheim - Fruitland | - Gravel Hill - Green Cox - Hartle Ford - Hilderbrand - Kurreville - Leemon | - Millersville - Moccasin Springs - Nash - Neelys Landing - New Wells - Oriole | - Randles - Reynolds Ford - Rum Branch - Shawneetown - Tilsit |

ehemalige Siedlung
- Arnsberg

1 – zu einem kleinen Teil im Scott County

2 – überwiegend im Scott County

## Gliederung
Das Cape Girardeau County ist in zehn Townships eingeteilt:
| Township                | Einwohner (2020) | FIPS     |
| ----------------------- | ---------------- | -------- |
| Apple Creek Township    | 2096             | 29-01450 |
| Byrd Township           | 21.079           | 29-10234 |
| Cape Girardeau Township | 42.125           | 29-11260 |
| Hubble Township         | 2910             | 29-33454 |
| Kinder Township         | 1175             | 29-38702 |

| Township            | Einwohner (2020) | FIPS     |
| ------------------- | ---------------- | -------- |
| Liberty Township    | 393              | 29-42014 |
| Randol Township     | 5173             | 29-60572 |
| Shawnee Township    | 4312             | 29-67070 |
| Welch Township      | 1131             | 29-78280 |
| Whitewater Township | 1316             | 29-79630 |

Quelle: US Census 2020